# Aparna Sen
Aparna Sen (née le 25 octobre 1945 à Calcutta) est une actrice, réalisatrice et scénariste indienne. Elle a reçu de nombreuses récompenses en tant qu'actrice et cinéaste. Le gouvernement indien lui a décerné le Padma Shri, la quatrième plus haute distinction civile du pays.

## Biographie
Née en 1945, elle est la fille du réalisateur et critique de cinéma Chidananda Das Gupta. Sa mère est costumière. Sa famille est originaire de Cox's Bazar dans le district de Chittagong (rattaché au Bangladesh). Elle est aussi la nièce du poète bengali Jibanananda Das. Elle passe son enfance à Hazaribagh et à Calcutta. Elle suit une scolarité à la Modern High School for Girls, à Calcutta, puis entame des études d'anglais.
À quinze ans, elle pose pour un photographe néo-zélandais, Brian Brake (en). L'année suivante, elle tourne comme actrice avec Satyajit Ray dans un des moyens métrages composant Trois Filles,. Puis elle devient scénariste et surtout réalisatrice, sa véritable passion. Sa première réalisation, 36 Chowringhee Lane, en 1981, lui vaut le Grand Prix du Festival international du film de Manille et le Prix national (National Film Awards) de la meilleure réalisation dans son pays. Elle s'affirme comme l'une des grandes cinéastes indiennes. Son cinéma est réaliste et se consacre à des problématiques sociales contemporaines, notamment l'émancipation des femmes. Comme actrice et comme réalisatrice, elle reçoit de multiples récompenses , dont neuf National Film Awards, cinq Filmfare Awards East et treize Bengal Film Journalists' Association Awards.
Pour sa contribution dans le domaine des arts, le gouvernement indien lui décerne en 1987 le Padma Shri,.
Elle est la mère de l'actrice Konkona Sen Sharma.

## Filmographie

### Comme actrice
- 1961 : Trois Filles (Teen Kanya) : Mrinmoyee (dans le moyen métrage Samapti constituant un des segments du film)
- 1965 : Akash Kusum : Monica
- 1968 : Hangsa-Mithun
- 1969 : Vishwas
- 1969 : Aparachita : Sunita
- 1969 : The Guru : Ghazala
- 1970 : Kalankita Nayak
- 1970 : Baksa Badal
- 1970 : Des jours et des nuits dans la forêt (Aranyer Din Ratri) : Hari's former lover
- 1970 : Bombay Talkie : Mala
- 1971 : Khunjey Berai
- 1973 : Sonar Khancha
- 1973 : Kaya Hiner Kahini
- 1973 : Basanata Bilap
- 1974 : Sagina
- 1974 : Jadu Bansha
- 1974 : Asati
- 1975 : Raag Anurag
- 1976 : Jana Aranya : Somnath's ex-girlfriend
- 1977 : Immaan Dharam : Shyamlee
- 1977 : Kotwal Saab : Prabha Sharma
- 1978 : Hullabaloo Over Georgie and Bonnie's Pictures (TV) : Bonnie
- 1979 : Naukadubi : Kamala
- 1981 : Pikoor Diary (TV) : Pikoo's mother
- 1983 : Indira
- 1983 : Bishabriksha : Suryamukhi
- 1984 : Paroma
- 1986 : Shyam Saheb
- 1989 : Ek Din Achanak : Professor's student
- 1992 : Shet Patharer Thala : Bandara
- 1992 : Mahaprithivi : Daughter-in-Law
- 1994 : Unishe April : Sarojini
- 1994 : Amodini
- 2000 : Paromitar Ek Din : Sanaka
- 2000 : Ghaath : Suman Pandey
- 2002 : Titli : Urmila

### Comme réalisatrice
- 1981 : 36 Chowringhee Lane
- 1984 : Paroma
- 1989 : Sati
- 1989 : Picnic (TV)
- 1995 : Yugant
- 2000 : Paromitar Ek Din
- 2002 : Mr. and Mrs. Iyer
- 2005 : 15 Park Avenue

### Comme scénariste
- 1981 : 36 Chowringhee Lane
- 1984 : Paroma
- 1989 : Sati
- 1995 : Yugant
- 2000 : Paromitar Ek Din
- 2005 : 15 Park Avenue